# Natalie Jeremijenko
Natalie Jeremijenko (née en 1966) est une artiste et une ingénieure australienne qui a étudié la biochimie, la physique et les neurosciences.
Son travail a été un temps associé au net art. Il est à l'interface entre la société, l'environnement et la technologie. Elle définit son travail comme « X design » (pour design expérimental) et se considère comme une « thingker », un néologisme qu'elle a créé en combinant « thing-maker » (maker) et « thinker » (penseur). Elle devient professeure associée à l'université de New York, au département d'arts visuels, et est affiliée également aux départements d'informatique et d'études environnementales.

## Biographie
Elle naît à Mackay (Queensland) et grandit à Brisbane. Elle est le deuxième enfant d'une fratrie de dix enfants, ses parents sont médecin et institutrice, grands utilisateurs selon elle de « technologie domestique », sa mère étant la première Australienne à posséder un four à micro-ondes.
Elle obtient son diplôme en biochimie et physique, puis un master d'anglais en Australie. Elle s'inscrit dans une université américaine dans un cursus doctoral, mais réalise finalement une thèse en informatique et ingénierie à l'Université du Queensland, en Australie en 2008.

### Débuts de son travail artistique
En 1988, Natalie Jeremijenko co-fonde le festival Livid à Brisbane. Cette expérience lui permet de commencer son travail d'art public avec d'installations à l'attention des jeunes.

## Travaux notables

### D4PA: Designed 4 Political Action
Ce travail est un catalogue de dispositifs et de stratégies pour l'engagement politique et l'action directe développés par le Bureau of Inverse Technology, collectif composé de Natalie Jeremijenjo et Kate Rich, et d'autres. Le magazine Wired a nommé ce travail « la DARPA de la contestation ».

### Live Wire (Dangling String)
En 1995, en tant qu'artiste en résidence au Xerox PARC de Palo Alto, sous la direction de Mark Weiser, elle crée une installation artistique composée de LED, câbles illuminés par rapport à la quantité de trafic Internet. Le travail est maintenant considéré comme l'un des premiers exemples de technologie ambiante ou « calme, ».

### OOZ
Ce travail propose diverses interfaces technologiques pour faciliter l'interaction avec les systèmes naturels, par opposition à des systèmes virtuels. Ces interfaces encouragent des relations interactives avec des non-humains et sont destinées à accumuler les actions des participants productif local connaissances de l'environnement et de l'assainissement des territoires urbains.[pas clair]

### HowStuffIsMade
Comment les choses (HSIM) est une encyclopédie visuelle pour documenter le processus de fabrication, les coûts pour l'environnement et les conditions de travail impliqués dans la production de produits contemporains. C'est un projet académique wiki produit collectivement pour modifier les informations disponibles sur et à propos de la production.